# 愛するには短すぎる
『愛するには短すぎる』（あいするにはみじかすぎる）は、宝塚歌劇団のミュージカル作品。原案は小林公平。脚本・演出は正塚晴彦。

## 概要
2006年に星組で初演。その後も再演されているオリジナル作品。
原案の小林公平は主題歌の作詞も手がけた。

## あらすじ
資産家の養子であるフレッド・ウォーバスクは、英国留学を終え、友人のアンソニー・ランドルフと共にサザンプトンからニューヨークへと向かう大西洋横断豪華客船で帰国の途中だった。ケンブリッジの大学院を卒業したフレッドは、帰国後に養父の事業を継承すること、資産家令嬢のナンシー・ブラウンとの婚約が決まっていた。
航海初日にフレッドは、船のショーチームのメンバーであるバーバラ・オブライエンと出会う。フレッドがバンドマネージャーから言い寄られているバーバラを助ける。お互いの話をしているうち、フレッドとバーバラは、同じ故郷の幼なじみであることに気づく。その偶然が、お互いの気持ちにあるときめきと葛藤を芽生えさせた。そして、フレッドは自ら歩んで来た道とこれから選ぶ道について、色々な葛藤が生まれていくことになる。
フレッドからバーバラを紹介されたアンソニーは、バーバラに一目惚れをしてしまう。バーバラにバンドマネージャーからの借金があることを知ったアンソニーは、彼女の借金の肩代わりをするためにフレッドに借金を申し込む。心中おだやかではないフレッドだった。
4日間の短い航海の中でも、宝石の盗難事件や、若手女優の立てこもりなど、船上にてさまざまな出来事が繰り広げられる。その最中にフレッドとアンソニーの男の友情、フレッドとバーバラの揺れ動く恋心などが織り交ぜられていく。
航海を終えたとき、フレッドとバーバラはどのような結論を出すのだろうか…。

## 登場人物
- フレッド・ウォーバックス - 資産家の養子、元の名前はマイケル・ウェイン
- バーバラ・オブライエン - 船のショーチームのメンバー、元の名前はクラウディア・ヘニング
- アンソニー・ランドルフ - フレッドの友人
- ジェラルド・ウォーバスク - フレッドの養父で資産家
- ブランドン・オサリバン（アンマリー・オサリバン） - フレッドの執事
- マーシャル・ウェンズワース - 客船の船長
- マクニール・オコーナー - 客船の乗客で舞台プロデューサー
- フランク・ペンドルトン - 船のショーチームのマネージャー
- ナンシー・ブラウン - フレッドの婚約者
- ドリー・マコーミック - 新人女優
- デイブ・キャシディ - ドリーのマネージャー

## これまでの公演
2006年星組・初演
宝塚大劇場（8月11日（金）- 9月18日（月）（新人公演：9月5日（火）））／東京宝塚劇場（10月6日（金）- 11月12日（日）（新人公演：10月17日（火）））でそれぞれ上演。
併演はレヴュー「ネオ・ダンディズム! - 男の美学 -」（作・演出：岡田敬二）。
16場。
湖月わたるの退団公演。
2011年星組・中日劇場（2月1日（火）- 2月24日（木））公演
併演はショー「ル・ポァゾン　愛の媚薬II 」（作・演出：岡田敬二）。
この公演をもって、当時の二番手男役スターの凰稀かなめが宙組に組替え。
2012年月組・全国ツアー（10月20日（土）- 11月14日（水））
ブランドン・オサリバン役が、アンマリー・オサリバン役として、男役から女役にリメイクされた。
併演は「Heat on Beat!」（作・演出：三木章雄）
| 公演日         | 公演場所                                             |
| 10月20日（土） | さいたま市文化センター（埼玉県）                     |
| 10月21日（日） | さいたま市文化センター（埼玉県）                     |
| 10月23日（火） | アクトシティ浜松（静岡県）                           |
| 10月24日（水） | 静岡市民文化会館（静岡県）                           |
| 10月26日（金） | 北九州ソレイユホール(旧・九州厚生年金会館)（福岡県） |
| 10月27日（土） | 福岡市民会館（福岡県）                               |
| 10月28日（日） | 福岡市民会館（福岡県）                               |
| 10月30日（火） | 呉市文化ホール（広島県）                             |
| 11月1日（木）  | 須崎市立市民文化会館（高知県）                       |
| 11月3日（土）  | 倉敷市民会館（岡山県）                               |
| 11月4日（日）  | アルファあなぶきホール(香川県県民ホール)             |
| 11月6日（火）  | 郡山市民文化センター（福島県）                       |
| 11月7日（水）  | 宇都宮市文化会館（栃木県）                           |
| 11月8日（木）  | 桐生市市民文化会館（群馬県）                         |
| 11月10日（土） | まつもと市民芸術館（長野県）                         |
| 11月11日（日） | 長野県伊那文化会館                                   |
| 11月13日（火） | 梅田芸術劇場・メインホール（大阪府）                 |
| 11月14日（水） | 梅田芸術劇場・メインホール（大阪府）                 |

2023年雪組・全国ツアー（8月25日（金）- 9月18日（月））
併演はファッシネイト・レビュー『ジュエル・ド・パリ!!』-パリの宝石たち-（作・演出：藤井大介）
| 公演日        | 公演場所                           |
| 8月25日（金） | 梅田芸術劇場メインホール（大阪府） |
| 8月26日（土） | 梅田芸術劇場メインホール（大阪府） |
| 8月27日（日） | 梅田芸術劇場メインホール（大阪府） |
| 8月28日（月） | 梅田芸術劇場メインホール（大阪府） |
| 8月31日（木） | 神奈川県民ホール                   |
| 9月1日（金）  | 神奈川県民ホール                   |
| 9月2日（土）  | 神奈川県民ホール                   |
| 9月3日（日）  | 神奈川県民ホール                   |
| 9月5日（火）  | 宇都宮市文化会館（栃木県）         |
| 9月6日（水）  | 白河文化交流館 コミネス（福島県）  |
| 9月7日（木）  | けんしん郡山文化センター（福島県） |
| 9月9日（土）  | あきた芸術劇場 ミルハス（秋田県）  |
| 9月11日（月） | 北上さくらホール（岩手県）         |
| 9月13日（水） | 名取市文化会館（宮城県）           |
| 9月14日（木） | 名取市文化会館（宮城県）           |
| 9月16日（土） | 札幌文化芸術劇場 hitaru（北海道）  |
| 9月17日（日） | 札幌文化芸術劇場 hitaru（北海道）  |
| 9月18日（月） | 札幌文化芸術劇場 hitaru（北海道）  |

## スタッフ

### 2006年
宝塚大劇場公演のデータ
- 脚本・演出：正塚晴彦[2]
- 音楽[2]：高橋城、玉麻尚一、青木朝子、太田健
- 音楽指揮：大谷木靖[2]
- 振付[2]：伊賀裕子、平澤智
- 装置：大橋泰弘[2]
- 衣装：任田幾英[2]
- 照明：勝柴次朗[3]
- 音響：大坪正仁[3]
- 小道具：伊集院徹也[3]
- 効果：株式会社 宝塚舞台[3]
- 歌唱指導：木村恭子[3]
- 演出助手：児玉明子[3]
- 舞台進行[3]：荒金健二、片桐喜芳
- 制作：村上信夫[3]

## 配役一覧
（）は新人公演。不明点は空白とする。
|                            | 2006年星組 （劇場：宝塚・東京） | 2011年星組 （劇場：中日） | 2012年月組 （劇場：全国） | 2023年雪組 （劇場：全国） |
| -------------------------- | ------------------------------- | ------------------------- | ------------------------- | ------------------------- |
| フレッド・ウォーバスク     | 湖月わたる （和涼華）           | 柚希礼音                  | 龍真咲                    | 彩風咲奈                  |
| バーバラ・オブライエン     | 白羽ゆり （陽月華）             | 夢咲ねね                  | 愛希れいか                | 夢白あや                  |
| アンソニー・ランドルフ     | 安蘭けい （彩海早矢）           | 凰稀かなめ                | 美弥るりか                | 朝美絢                    |
| ジェラルド・ウォーバスク   | 未沙のえる （鶴美舞夕）         | 未沙のえる                | 綾月せり                  |                           |
| ブランドン・オサリバン     | 未沙のえる （鶴美舞夕）         | 未沙のえる                | -                         | 凛城きら                  |
| アンマリー・オサリバン     | -                               | -                         | 憧花ゆりの                |                           |
| マーシャル・ウェンズワース | 立樹遥 （水輝涼）               | 十碧れいや                | 星条海斗                  | 叶ゆうり                  |
| マクニール・オコーナー     | 涼紫央 （夢乃聖夏）             | 鶴美舞夕                  | 光月るう                  | 諏訪さき                  |
| フランク・ペンドルトン     | 柚希礼音 （麻尋しゅん）         | 夢乃聖夏                  | 紫門ゆりや                | 華世京                    |
| デイブ・キャシディ         | 和涼華 （紅ゆずる）             | 麻央侑希                  | 煌月爽矢                  | 紀城ゆりや                |
| エドワード・スノードン     | 英真なおき （一輝慎）           | 英真なおき                | 越乃リュウ                | 真那春人                  |
| ヴィクトリア・スノードン   | 万里柚美 （花愛瑞穂）           | 万里柚美                  | 玲実くれあ                | 妃華ゆきの                |
| オレステス・カラマンディス | にしき愛 （天緒圭花）           | 美稀千種                  | 響れおな                  | 天月翼                    |
| キャサリン・リパートン     | しのぶ紫 （華美ゆうか）         | 花愛瑞穂                  | 咲希あかね                | 有栖妃華                  |
| マーサ                     | しのぶ紫 （純花まりい）         | 花愛瑞穂                  | 憧花ゆりの                |                           |
| エレクトラ・カラマンディス | 朝峰ひかり （初瀬有花）         | 毬乃ゆい                  | 妃鳳こころ                | 沙羅アンナ                |
| ロバート・ストックトン     | 高央りお （七風宇海）           | 美城れん                  | 綾月せり                  | 透真かずき                |
| デイビッド                 | 高央りお （七風宇海）           | 美城れん                  | 貴澄隼人                  |                           |
| エリック                   | 美稀千種 （碧海りま）           | 壱城あずさ                | 瑞羽奏都                  | 麻斗海伶                  |
| サンドラ                   | 百花沙里 （-）                  |                           |                           |                           |
| ダイアナ                   | 涼乃かつき （-）                |                           |                           |                           |
| リリー                     | 琴まりえ （妃咲せあら）         | 妃咲せあら                | 紗那ゆずは                | 琴羽りり                  |
| デイモン                   | 大真みらん （壱城あずさ）       | 碧海りま                  | 貴澄隼人                  | 紗蘭令愛                  |
| ビリー                     | 綺華れい （美弥るりか）         | 天寿光希 大輝真琴         | 星輝つばさ                | 蒼波黎也                  |
| マーガレット               | 南海まり （羽桜しずく）         | 夢妃杏瑠                  |                           |                           |
| ルイス                     | 天霧真世 （如月蓮）             | 天霧真世                  | 輝城みつる                | 壮海はるま                |
| ナンシー・ブラウン         | 陽月華 （花ののみ）             | 早乙女わかば              | 愛風ゆめ                  |                           |
| ドリー・マコーミック       | 陽月華 （音花ゆり）             | 早乙女わかば              | 愛風ゆめ                  | 音彩唯                    |
| ロイ                       | 彩海早矢 （朝都まお）           |                           |                           |                           |
| スーザン                   | 華美ゆうか （成花まりん）       |                           |                           |                           |
| シェリル                   | 音花ゆり （南帆サリ）           |                           |                           |                           |
| スコット                   | 夢乃聖夏 （羽鷺つばさ）         |                           |                           |                           |
| ベル                       | 麻尋しゅん （天寿光希）         |                           |                           |                           |
| ヘンリー                   | 水輝涼 （真風涼帆）             | ひろ香祐                  |                           | 一禾あお                  |
| クラウディア               | 羽桜しずく （南風里名）         | 稀鳥まりや                | 花陽みら                  | 琴峰紗あら                |
| マイケル                   | 如月蓮 （千寿はる）             | 千寿はる                  | 蓮つかさ                  | 絢斗しおん                |